# Den Internationale Rumstation
Den Internationale Rumstation (engelsk: International Space Station eller forkortet ISS) er en rumstation i kredsløb om jorden i en højde af ca. 386 km. Rumstationen vejer ca. 450 ton. Rumstationen bevæger sig med en fart på 27.700 kilometer i timen og fuldfører næsten 16 kredsløb rundt om jorden per døgn. 
Den samlede pris inkl. 10 års drift løber op i 300 mia. DKK.
I klart vejr kan man sommetider se den på nattehimlen med det blotte øje. Lige før solopgang og igen efter solnedgang vil den stå klarest på himlen, grundet solens spredning i atmosfæren. Her vil den lyse som en kraftig stjerne, som bevæger sig jævnt, men hurtigt over himlen.
Stationens første modul, kaldet Zarja, blev opsendt i 1998 af Rusland. Rumstationen er en fusion af Ruslands og USA's planlagte Mir 2 og Freedom-rumstationer. Canada, Japan, og 11 medlemmer af det europæiske rumsamarbejde ESA er juniorpartnere, mens Brasilien er løst tilknyttet. Danmark deltager i projektet – som er verdens største videnskabelige projekt nogensinde. ISS har trods Columbias havari været permanent bemandet siden forrige århundrede. (Bemærk at ISS kortvarigt har været ubemandet under rumvandringer, f.eks. d. 30. marts i 24 minutter da Sojuz TMA-9 skulle skifte plads.)
NASA's rumfærger er forældede og ikke i brug længere. Ruslands Sojuz var derfor den eneste mulighed for at få russiske kosmonauter, amerikanske, samt europæiske astronauter til ISS, indtil SpaceX kom på banen med deres nye Dragon raket. Dragon raketten er en ny måde at sende astronauter i kredsløb på, ved at bruge den genanvendelige Falcon 9 booster raket, som netop lander af sig selv igen, tæt ved affyringslokation.  
SpaceX' Dragon havde sin første mission til ISS den 25. maj 2020 og den første bemandet mission til ISS med Crew Dragon Demo-2 den 30. maj 2020.

## Statistik
Pr. 4. september 2015 har 220 personer besøgt rumstationen, hvoraf 79 har været der to gange, og 28 tre gange og seks har været der fire gange (tallene inkluderer de ni, der er om bord i øjeblikket). Den faste besætning har svinget mellem to og seks, og det er den 45. besætning i øjeblikket. I alt 88 mænd og 11 kvinder har været om bord som ISS-besætningsmedlemmer. Samlet set har rumstationen været besøgt af 33 kvinder. Indtil nu har eneste dansker på rumstationen været Andreas Mogensen, der var på stationen i 8 dage fra 4. september 2015.
Da der skulle være mange astronauter på en rumfærge, er der også flest amerikanere: 141, mens russerne har haft 43 om bord. Europa har haft 16, Japan og Canada har begge haft syv om bord, mens Brasilien er tilknyttet med én. Som et led i Ruslands leje af raketbasen i Kasakhstan, har der også været to kasakhere om bord. Der har ligeledes været en turist fra et ikke-deltagerland, nemlig Sydafrika om bord. I øvrigt har ISS været udflugtsmål for syv turister med billetpriser på 150 mio. danske kroner. Malaysias og Sydkoreas rumfartsagenturer har begge haft en forsker om bord.
For detaljer, se Besøgende til den Internationale Rumstation

De nyeste rumfærger; Discovery, Atlantis og Endeavour har fløjet til rumstationen med forsyninger, moduler og mandskab 37 gange, de russiske tresædede Sojuz-rumkapsler har regelmæssigt besøgt rumstationen hver sjette måned (omkring april og oktober) 44 gange og 59 russiske ubemandede Progress fragtfartøjer er kommet med omkring 2,5 tons forsyninger hver. Fem ATV'er fra ESA har hver leveret otte ton forsyninger mens JAXA har opsendt fem HTV'er. De private SpaceX og Orbital Sciences har opsendt henholdsvis seks Dragon- og tre Cygnus-kapsler. Endelig har to russiske Protonraketter opsendt Zarja- (Заря = morgengry) og Zvezda- (Звезда = stjerne) modulerne og to R-7-raketter (af nogle kaldet Sojuz-raket) har leveret to mindre Pirs- (Пирс = kaj) og Poisk (Пoиск = søg) -moduler.

## Opbygningen af rumstationen
ISS er et forskningscenter i rummet med mange forskningsprojekter i det vægtløse miljø. Stationen har været beboet med besætninger på 3 personer siden 2000, den første besætning hed ISS Ekspedition 1. I løbet af 2009 skal besætningerne udvides fra tre til seks personer og rumstationen udvides fortsat for at få strøm, rensningsanlæg, plads og andre livsfornødenheder til større besætninger. 

### Trykregulerede moduler
ISS er sammensat af moduler og er stadig under konstruktion. Den færdigbyggede rumstation vil bestå af fjorten trykregulerede moduler med et samlet rumfang på cirka 1.000 m³ . Højt oppe i Jordens atmosfære, i termosfæren, hvor ISS opholder sig er det nødvendigt at trykregulere opholdsstederne for menneskene om bord på rumstationen. Modulerne kaldes derfor Trykregulerede moduler (engelsk): Pressurised modules. Disse moduler omfatter laboratorier, rum til sammenkobling, luftsluser, opholdsrum og knudepunkter (engelsk): Node . 
Størstedelen er allerede i kredsløb men der er seks resterende moduler der endnu ikke er fragtet til rumstationen og tilkoblet. Hvert modul er transporteret til rumstationen med enten en rumfærge, Protonraket eller en R-7 raket.
Nedenfor er modulernes funktion og formål beskrevet.
| Opsendte moduler                                                                          | Opsendte moduler | Opsendte moduler   | Opsendte moduler   | Opsendte moduler | Opsendte moduler | Opsendte moduler           |
| Modul                                                                                     | Missions- navn | Opsendt            | Opsendt med        | Nationer         | Masse/ Vægt      | Billede                    |
| ----------------------------------------------------------------------------------------- | --- | ------------------ | ------------------ | ---------------- | ---------------- | -------------------------- |
| Zarja                                                                                     | 1A/R | 20. november 1998  | Proton-K           | Rusland USA      | 19.323 kg        | Zarja                      |
| Zarja                                                                                     | Zarja sørgede for strømforsyningen, fremdriften, var opbevaringsrum og blev brugt i forbindelse med den indledende sammenkobling. Den tjener nu som en oplagringsmodul (både inde i de trykregulerede afsnit og i de seks eksterne brændstoftanke). |                    |                    |                  |                  | Zarja                      |
| Unity (Node 1)                                                                            | 2A | 4. december 1998   | Endeavour STS-88   | USA              | 11.612 kg        | Unity modulet              |
| Unity (Node 1)                                                                            | Unity-modulet (Node 1) var det første knudepunkt og forbinder den amerikanske del af stationen med den russiske afdeling. Foruden Zarja anvendes sammenkoblingslugerne til den midlertidige zenit-bom (Z1), Quest-luftslusen og Destiny-laboratoriet mens Tranquility (Node 3) er koblet til bagbords luge. Multi-Purpose Logistics Module-containeren Leonardo er efterladt på Unitys nadirluge. |                    |                    |                  |                  | Unity modulet              |
| Zvezda (Servicemodul)                                                                     | 1R | 12. juli 2000      | Proton-K           | Rusland          | 19.051 kg        | Zvezda modulet             |
| Zvezda (Servicemodul)                                                                     | Zvezda er rumstationens servicemodul der indeholder de vigtigste opholdsrum for besætningsmedlemmer, miljø-systemer, højde- og kredsløbs-kontrol, samt sammenkobling med rumfartøjerne Sojuz, Progress og Automated Transfer Vehicle. Tilkoblingen af modulet muliggjorde en permanent bemanding af ISS. |                    |                    |                  |                  | Zvezda modulet             |
| Destiny (US Laboratory)                                                                   | 5A | 7. februar 2001    | Atlantis, STS-98   | USA              | 14.515 kg        | Destiny laboratoriemodul   |
| Destiny (US Laboratory)                                                                   | Destiny er den primære forskningsfacilitet for den amerikanske nyttelast om bord på ISS. I Destinymodulet er et generisk laboratorium, med kapacitet til 24 International Standard Payload Rack (ISPR). Modulet har også forskellige miljø-systemer og opholdsrum, det er desuden det modul hvorpå tværbommen Integrated Truss Structure er fastgjort. |                    |                    |                  |                  | Destiny laboratoriemodul   |
| Quest Joint Airlock (Joint Airlock)                                                       | 7A | 12. juli 2001      | Atlantis, STS-104  | USA              | 6.064 kg         | Quest                      |
| Quest Joint Airlock (Joint Airlock)                                                       | Quest er den primære luftsluse til rumvandringer fra ISS. Quest-modulet består af to segmenter; et til udstyr med både amerikanske og russiske rumdragter og selve slusen hvorfra astronauterne går ud i rummet. |                    |                    |                  |                  | Quest                      |
| Pirs (Sammenkoblingsport)                                                                 | 4R | 14. september 2001 | Sojuz-U            | Rusland          | 3.580 kg         | Pirs - sammenkoblingsmodul |
| Pirs (Sammenkoblingsport)                                                                 | Pirs giver ISS en yderligere sammenkoblingsport til Sojuz- og Progressfartøjer, herfra er der ind- og udgang for kosmonauter til rumvandringer med russiske rumdragter. Derudover opbevares disse rumdragter i dette rum. |                    |                    |                  |                  | Pirs - sammenkoblingsmodul |
| Harmony (Node 2)                                                                          | 10A | 23. oktober 2007   | Discovery, STS-120 | Italien USA      | 14.288 kg        | Harmony                    |
| Harmony (Node 2)                                                                          | Harmony er det andet af stationens knudepunkter (Node 2), Harmony er det forreste knudepunkt på ISS og er koblet til Destiny. Modulet indeholder fire holdere der giver elektrisk strøm og data og fungerer som et centralt forbindelsespunkt for en række andre moduler via sine seks sammmenkoblingsluger Common Berthing Mechanisms (CBM). Det europæiske Columbus og japanske Kibō modul er permanent tilkoblet Harmony. De amerikanske rumfærger blev sammenkoblet til ISS (via PMA-2) til Harmony. Multi-Purpose Logistics Module-containerne blev koblet til Harmony når rumfærgen var tilkoblet. De japanske HTV-forsyningsfartøjer (H-II Transfer Vehicle) sammenkobles til Harmonys nadirluge. Harmonys zenitluge skulle oprindeligt have være anvendt af det nu aflyste amerikanske Centrifuge Accommodations Module (CAM). Harmony indeholder fire køjepladser. |                    |                    |                  |                  | Harmony                    |
| Columbusmodulet (Europæisk laboratorium)                                                  | 1E | 7. februar 2008    | Atlantis, STS-122  | Europa           | 12.800 kg        | Columbusmodulet            |
| Columbusmodulet (Europæisk laboratorium)                                                  | Columbusmodulet er den primære forskningsfacilitet for den europæiske nyttelast om bord på ISS, med plads til 10 International Standard Payload Rack (ISPR) til overvågning af eksterne eksperimenter, herunder: European Technology Exposure Facility, Solar Monitoring Observatory, Materials International Space Station Experiment og Atomic Clock Ensemble in Space. |                    |                    |                  |                  | Columbusmodulet            |
| Kibō (ELM-PS) (Experiment Logistics Module-Pressurized Section)                           | 1J/A | 11. marts 2008     | Endeavour, STS-123 | Japan            | 8386 kg          | Kibō-laboratoriet          |
| Kibō (ELM-PS) (Experiment Logistics Module-Pressurized Section)                           | En del af Kibō-laboratoriet; i ELM-PS opbevares og transporteres redskaber, råvarer og halvfabrikata til laboratoriet i et trykreguleret modul. |                    |                    |                  |                  | Kibō-laboratoriet          |
| Kibō (EF) og (ELM-ES) (Exposed Facility) og (Experiment Logistics Module-Exposed Section) | 5R | 16. juli 2009      | Endeavour, STS-127 | Japan            |                  | Kibō's instrumentterrasse  |
| Kibō (EF) og (ELM-ES) (Exposed Facility) og (Experiment Logistics Module-Exposed Section) | Kibōs instrumentterrasse og et ikke-trykreguleret eksternt lager. |                    |                    |                  |                  | Kibō's instrumentterrasse  |
| Poisk Mini-Research Module 2 (MRM2)                                                       | 5R | 10. november 2009  | Sojuz-Fregat       | Rusland          |                  | Tranquility                |
| Poisk Mini-Research Module 2 (MRM2)                                                       | Poisk (MRM2) bruges til sammenkobling og lagerplads. |                    |                    |                  |                  | Tranquility                |
| Tranquility (Node 3)                                                                      | 20A | 8. februar 2010    | Endeavour, STS-130 | Italien USA      | 14.311 kg        | Tranquility modulet        |
| Tranquility (Node 3)                                                                      | Den sidste af de stationens amerikanske knudepunkter, Tranquility, indeholder et avanceret biologisk system til at genbruge spildevand til brug for besætningen og generere ilt til besætningen. Der vil også være ekstra køjepladser. Oprindeligt skulle Tranquility udgøre forbindelsen mellem beboelsesmodulet Habitation Module med brusebad og køkken, redningsfartøjet Crew Return Vehicle og resten af rumstationen. Pga. nedskæringer blev de aflyst, men da Italien var i gang med at bygge Tranquility blev den bygget færdig. |                    |                    |                  |                  | Tranquility modulet        |
| Cupola                                                                                    | 20A | 8. februar 2010    | Endeavour, STS-130 | Europa USA       | 1.800 kg         | Cupola                     |
| Cupola                                                                                    | Cupola-modulet er en observationskuppel på Tranquility der giver ISS' besætningsmedlemmer mulighed for at overvåge robotsystemer og sammenkobling af rumfartøjer og er desuden et observationspunkt til at betragte Jorden. Modulet er udstyret med skodder til at forhindre vinduerne i at blive beskadiget af rumaffald. |                    |                    |                  |                  | Cupola                     |
| Rassvet (MRM1)                                                                            | ULF4 | 14. maj 2010       | Atlantis, STS-132  | Rusland          | 4.700 kg         | Rassvet                    |
| Rassvet (MRM1)                                                                            | Rassvet (MRM1) anvendes til sammenkobling og opbevaring om bord på rumstationen. Rassvet er koblet til Zarjas nadirluge. |                    |                    |                  |                  | Rassvet                    |

| Fremtidige moduler. *Angivne datoer er usikre | Fremtidige moduler. *Angivne datoer er usikre | Fremtidige moduler. *Angivne datoer er usikre | Fremtidige moduler. *Angivne datoer er usikre | Fremtidige moduler. *Angivne datoer er usikre | Fremtidige moduler. *Angivne datoer er usikre | Fremtidige moduler. *Angivne datoer er usikre |
| Modul                                         | Missions- navn | Forventes opsendt                             | Opsendes med                                  | Nationer                                      | Masse/ Vægt                                   | Billede                                       |
| --------------------------------------------- | --- | --------------------------------------------- | --------------------------------------------- | --------------------------------------------- | --------------------------------------------- | --------------------------------------------- |
| Nauka Multipurpose Laboratory Module (MLM)    | 3R | * 2014                                        | Proton-M                                      | Rusland                                       | 21.300 kg                                     | Nauka                                         |
| Nauka Multipurpose Laboratory Module (MLM)    | Nauka bliver Ruslands primære forskningsmodul og vil blive brugt til forsøg, sammenkobling, fragt og logistik. Det vil også tjene som besætningens arbejdsplads. Det vil også blive udstyret med et reservesystem til højdekontrol af rumstationen. Nauka skal erstatte Pirs på Zvezdas nadirluge. |                                               |                                               |                                               |                                               | Nauka                                         |

### Andre ISS komponenter
- Integrated Truss Structure

Er rygraden på ISS, en stor tværgående bom, som visse ISS-elementer og de store solpaneler er tilkoblet. Sektionerne i styrbords side benævnes S1 til S6, sektionerne i bagbords side benævnes P1 til P6 (eng. port = bagbord) og midtersektionen benævnes S0. S2 og P2 findes ikke, da de skulle være Freedoms styreraketter. På ISS har de russiske moduler styreraketterne. Solpanelerne består af to vingepar i hver side: 34 m lange, 12 m brede og kan producere 32,8 kilowatt hver. Der er også monteret radiatorer til at komme af med spildvarmen. En 85 m lang jernbane løber på langs af tværbommen. På den kører MT-troljen (Mobile Transporter) med robotarmen Canadarm2 og to CETA-trækvogne (Crew Equipment and Translation Aid).
- Multi-Purpose Logistics Module (MPLM)

MPLM er store containere der lastes om bord på rumfærgerne til at transportere store mængder nyttelast til og affald fra rumstationen. Containerne er bygget af det italienske rumfartsagentur ASI og de er navngivet efter berømte italienere: Leonardo, Raffaello og Donatello. NASA-ansatte med interesse for Teenage Mutant Ninja Turtles har retrospektivt tænkt på tre af de fire ninjaturtles da de designede emblemet.
- ExPRESS Logistics Carrier skal påmonteres tværbommen.

(ELC-1 og ELC-2), ankom med STS-129-missionen i 2009.
(ELC-3 og ELC-4), ankommer i løbet af 2010.
- Pressurized Mating Adapter (PMA)

Til sammenkobling af rumfartøjer med uens koblingsmekanismer fx russisk/amerikansk, er der tre PMA'er på rumstationen: PMA-1, PMA-2 og PMA-3.
- Diverse robotarme

Canadarm2 (MSS)
Dextre Special Purpose Dexterous Manipulator (SPDM)
Kibō Remote Manipulator System
Orbiter Boom Sensor System (OBSS), benyttes på rumfærgen.
European Robotic Arm (ERA) med software fra Terma, ankommer i løbet af 2010 (STS-132).

## Om bord på rumstationen
Astronauterne der bebor rumstationen opholder sig på rumstationen fra cirka 3 til 7 måneder ad gangen. Menneskekroppen er ikke skabt til at opholde sig i et vægtløst miljø så der skal tages forholdsregler for at holde astronauterne i god form. Manglen på tyngdekraft svækker muskler og knogler, ligeledes er manglen på friske råvarer et problem for tilførsel af vitaminer, mineraler og proteiner i næringsmidler.
Beboerne følger et nøje planlagt skema for hvornår de skal spise, arbejde, dyrke motion og hvile.

### Arbejde
Mange former for arbejde skal udføres på rumstationen. Ud over de planlagte arbejdsopgaver kan der forekomme situationer der kræver handling og ekstra arbejde.  
Laboratoriearbejde
De mange eksperimenter og forsøg på rumstationen kræver en eller anden form for interaktion. For biologiske forsøg kan der være planter der skal vandes og dyr der skal fodres.
Vedligeholdelse af rumstationen
Udvendig vedligeholdelse af rumstationen kræver at astronauterne iføres rumdragter og går på rumvandringer. Større vedligeholdelsesprojekter og udbygning af rumstationen sker som regel i forbindelse med et rumfærgebesøg. Rumfærgen er det eneste fartøj med så stort et lastrum at der er plads til de store moduler. De mindre projekter foretages af rumstationens besætning.
Rengøring og hygiejne
Svamp og mug er et problem i indelukkede rum der ikke udluftes og ISS er ingen undtagelse.
Andre opgaver
Kommunikation med de forskellige kontrolcentre er en del af den daglige plan. I perioder er der noget større arbejdsopgaver fx ved modtagelse af rumfartøjer, reboots og rumvandringer.

### Livsfornødenheder
Der er 16 solopgange og 16 solnedgange i løbet af et døgn på rumstationen, men man forsøger at planlægge beboernes døgn efter et jorddøgn på 24 timer. Tidszonen på rumstationen er GMT og i astronauternes daglige skema er der afsat otte timers søvn, en time før sengetid har de en hviletid på cirka en time for at falde til ro og få ordentlig søvn. De får også afsat tid til privatliv, så de kan kommunikere med deres familie på Jorden. Der er også afsat til måltider og motion.